# Rogadius patriciae
Rogadius patriciae är en fiskart som beskrevs av Knapp, 1987. Rogadius patriciae ingår i släktet Rogadius och familjen Platycephalidae. Inga underarter finns listade i Catalogue of Life.